# La nave matta di Mister Roberts
La nave matta di Mister Roberts (Mister Roberts) è un film del 1955 diretto da John Ford e Mervyn LeRoy.
Il film ottenne tre candidature ai Premi Oscar 1956, tra cui quella per il miglior film, vincendo il premio per il miglior attore non protagonista per Jack Lemmon.

## Trama
Negli ultimi giorni della seconda guerra mondiale, la nave da carico statunitense Reluctant (chiamata anche "The Bucket") e il suo equipaggio sono di stanza nelle aree "arretrate" dell'Oceano Pacifico. L'ufficiale esecutivo, il tenente Douglas A. "Doug" Roberts, protegge l'equipaggio scoraggiato dal capitano severo e impopolare, il tenente comandante Morton. Desideroso di unirsi ai combattimenti, Roberts chiede ripetutamente un trasferimento. Morton è costretto per regolamento a inoltrare le sue richieste, ma si rifiuta di avallarle, con conseguente rifiuto. Roberts condivide gli alloggi con il guardiamarina Frank Thurlowe Pulver, l'addetto alla lavanderia e al morale. Pulver trascorre la maggior parte del suo tempo oziando nella sua cuccetta ed evitando il capitano, tanto che Morton inizialmente non sa che Pulver è un membro dell'equipaggio.
Roberts richiede surrettiziamente e ottiene la libertà dell'equipaggio da uno dei superiori di Morton, un capitano di porto che desidera premiare l'equipaggio del Reluctant per aver rispettato un difficile programma di rifornimento. La libertà dovrebbe essere alla loro prossima fermata di rifornimento, ma quando la nave raggiunge un'idilliaca isola del Pacifico meridionale, Morton annulla il tanto necessario congedo a terra dell'equipaggio. In privato, Morton dice a Roberts che all'equipaggio verrà negata la libertà fintanto che continua a richiedere un trasferimento e scrive lettere riguardanti la disarmonia a bordo della nave, il che sta danneggiando le possibilità di promozione di Morton. Morton fa un patto con Roberts: in cambio di non aver mai richiesto un altro trasferimento, di non aver mai resistito alle regole di Morton e di non aver mai rivelato perché ha cambiato atteggiamento, Morton concederà la libertà all'equipaggio.
A terra, l'equipaggio rilascia mesi di frustrazione repressa, con molti arrestati e riportati a bordo dalla polizia militare e dalla pattuglia costiera. La mattina dopo, Morton viene rimproverato dal capitano del porto e gli viene ordinato di lasciare immediatamente il porto. Morton è furioso per il segno nero sul suo eccellente record.
Nel frattempo, l'equipaggio è disorientato dalla nuova severità e deferenza di Roberts nei confronti del capitano. Morton li inganna facendogli credere che Roberts stia lavorando così per ottenere una promozione. Quando un membro dell'equipaggio informa Roberts di una nuova politica della Marina che potrebbe aiutarlo a ricevere un trasferimento nonostante l'opposizione del capitano, Roberts rifiuta.
La notizia della vittoria degli Alleati in Europa deprime ulteriormente Roberts, sapendo che la guerra potrebbe finire presto senza che lui abbia mai assistito al combattimento. Ispirato da un discorso radiofonico patriottico che celebra il V-E Day, Roberts getta in mare la preziosa palma di Morton. Il capitano chiede l'identità del colpevole, ma nessuno si fa avanti. Alla fine si rende conto che probabilmente era Roberts e lo convoca nei suoi alloggi e lo accusa dell'atto. Un microfono aperto consente alla troupe di ascoltare la loro animata conversazione e il motivo per cui Roberts è cambiato.
Alcune settimane dopo, Roberts riceve un trasferimento inaspettato. "Doc", il medico della nave e amico di Roberts, gli confida che l'equipaggio ha rischiato la corte marziale presentando una richiesta di trasferimento con la firma falsa di approvazione di Morton. Prima che se ne vada, l'equipaggio regala a Roberts una medaglia fatta a mano, l'Ordine della Palma, per "l'azione contro il nemico".
Diverse settimane dopo, Pulver, che è stato nominato ufficiale del carico, riceve diverse lettere. La prima è di Roberts, che scrive con entusiasmo del suo nuovo incarico a bordo del cacciatorpediniere USS Livingston durante la battaglia di Okinawa. Scrive che preferirebbe avere l'Ordine della Palma piuttosto che la Medaglia d'onore del Congresso. La seconda lettera è dell'amico del college di Pulver che è anche un giovane ufficiale di marina assegnato al Livingston. Rivela che Roberts è stato ucciso in un attacco kamikaze poco dopo che la prima lettera era stata spedita.
Infuriato, Pulver getta in mare la palma sostitutiva del capitano, quindi marcia nella cabina di Morton, vantandosi apertamente di essere responsabile. Chiede sfacciatamente di sapere perché Morton ha annullato la proiezione di un film quella sera. Morton scuote lentamente la testa, rendendosi conto che i suoi problemi non sono scomparsi.

## Riconoscimenti
- 1956 - Premio Oscar
  - Miglior attore non protagonista a Jack Lemmon
  - Candidatura Miglior film a Leland Hayward
  - Candidatura Miglior sonoro a William A. Mueller
- 1956 - Premio BAFTA
  - Candidatura Miglior attore straniero a Jack Lemmon
- 1955 - National Board of Review Award
  - Migliori dieci film

## Serie televisiva
Il film generò una serie televisiva, Mr. Roberts, trasmessa sulla NBC dal 1965 al 1966.